# شهرداری دولننی
شهرداری دولننی (به لاتین: Dolneni Municipality) یک منطقهٔ مسکونی در مقدونیه شمالی است که در مقدونیه شمالی واقع شده‌است. شهرداری دولننی ۴۱۲٫۴۳ کیلومتر مربع مساحت و ۱۳٬۵۶۸ نفر جمعیت دارد.